# Jean Etxepare Bidegorri
Jean Etxepare Bidegorri (Mar Chiquita, 30 de octubre de 1877 - Kanbo, 9 de enero de 1935) fue un escritor vasco-francés.
Fue, sobre todo, articulista. Mostró un espíritu abierto poco común en los escritores vascos de su época, lo que le trajo problemas: debido a dos artículos del libro Buruxkak (1910), uno sobre el amor extramatrimonial y otro sobre la escuela laica, tuvo que rechazar la publicación y censurar ambos pasajes. Un segundo libro suyo fue Beribilez (1931), crónica de un viaje en automóvil  a través las provincias centrales del País Vasco, en la que plasmó su último pensamiento. En cualquier caso, llegó a presidir el Eskualdunen Biltzarra e impulsó diversas iniciativas para fomentar el euskera. También fue miembro correspondiente de la Academia de la Lengua Vasca.

## Beribilez (En coche) (1931)
Jean Etxepare ha elegido el género del libro de viajes, que por las características del género puede ser el repositorio de varios elementos: Etxepare sabe que gracias a los estímulos recogidos a lo largo del camino se pueden mentar multitud de elementos. De hecho, el libro es aparentemente sencillo, con muchas citas transversales en su interior. Jean Etxepare busca profundidad por debajo del relato a primera vista.
En este relato de viaje titulado Beribilez recoge su última visión de la existencia y de la sociedad, pues poco después moriría a resultas de una enfermedad que de la que ya sabía que tenía. En esta cosmovisión del escritor se plasman diversos aspectos reflejo de su múltiplaes facetas: inmigrante procedente de Argentina, doctor de la universidad de Burdeos, médico, varón, vascófilo, vecino de Iparralde, pequeño burgués, humanista...
El escritor describe el libro como "un saco de gran cabida" ("zaku barne-handia"); en este saco recoge en  elementos como la indumentaria de entonces, la gastronomía, la arquitectura, el folclore, la educación de las mujeres, el turismo, el progreso, relaciones entre géneros, las danzas, el exotismo, etc. 
El objetivo principal en este viaje es visitar el Santuario de Loiola. Los jesuitas han sido origen y recipientes de muchas pasiones, no sólo en el País Vasco sino a nivel internacional. Quizá los jesuitas sean el mayor producto intelectual vasco a exportar; al menos parece que el escritor y sus amigos de viaje tienen esa impresión. Ese capítulo de Loiola es central en el libro y estéticamente el más elaborado. Por otra parte, la marcha en coche que se realiza en los albores del turismo de masas está estrechamente ligada a una peregrinación tradicional.
El libro no es muy extenso: en la primera edición de 1931 tiene 103 páginas. Sin embargo, se trata de un libro complejo porque los críticos no se han puesto de acuerdo en cómo hay que leerlo. Lo que a uno le parece un viaje convencional hecho en familia (Mari Jose Kerejeta), a otro le parece un clamor contra los jesuitas (Piarres Xarriton, Kepa Altonaga); es decir, ¿es el libro una especie de frivolidad llena de tópicos o una tapadera de una revuelta de fondo? Estos puntos de vista extremos necesitan un contrapeso sosegado, es decir, necesitan una lectura más profunda de Beribilez para mostrar en qué consiste la esencia o inconsistencia de estas divergencias. Por lo tanto, el libro merece una mirada crítica más serena.
Expondremos la sinopsis del argumento del libro. Beribilez es el relato de un viaje en automóvil. El viaje se realizó en dos coches, con seis personas entre las que se encontraban Jean Etxepare, su mujer y su suegra. El viaje se realizó a mediados de agosto, probablemente en 1928, con la intención de visitar el Monasterio de Loyola. Partieron por la mañana del domicilio de Cambo-les-Bains (Lapurdi): la ida fue desde Pamplona, la vuelta desde San Sebastián, para retornar de noche a Cambo. En el libro se narra el recorrido de pueblo en pueblo, y aquí y allá se intercalan otras anotaciones: historia, filosofía, gastronomía, arquitectura, agricultura, cosmología, etc. Todo es en un día de ida y vuelta. De hecho, era un paseo en coche con un marcado aire de modernidad, en el primer tercio del siglo XX. Este viaje en automóvil escrito tiene su origen en una serie de viajes similares realizados más rápidamente por el propio escritor.